# Leinster
Leinster (irsky Laighin) je historická provincie na jihovýchodě a východě Irska, dnes v Irské republice. Zahrnuje hrabství Carlow, Dublin, Kildare, Kilkenny, Laois, Longford, Louth, Meath, Offaly, Westmeath, Wexford a Wicklow. Leinster je nejlidnatější částí Irska; největším městem je Dublin. Tradiční symbol na vlajce Leinsteru je zlatá harfa na zeleném pozadí.

## Významná města
- Kilkenny (23 967)
- Bray (26 985) (níže data z roku 2006)
- Swords (37 806)
- Dundalk (29 538)
- Drogheda (37 601)
- Navan (26 938)
- Naas (21 715)
- Celbridge (14 790)
- Mullingar (18 929)
- Athlone (16 888)
- Wexford (18 590)
- Portlaoise (14 275)
- Tullamore (13 085)